# Marshalliana bivittata
Marshalliana bivittata is een vlinder uit de familie van de Metarbelidae. De wetenschappelijke naam van de soort is voor het eerst gepubliceerd in 1901 door Per Olof Christopher Aurivillius.
De soort komt voor in Tanzania, Zambia, Malawi, Mozambique, Zimbabwe en Zuid-Afrika.